# Чванкін Сергій Анатолійович
Чванкін Сергій Анатолійович (нар. 26 квітня 1977, м. Миколаїв) — український суддя, голова Київського районного суду м. Одеси.

## Біографія
Народився 26 квітня 1977 року в м. Миколаїв. У 2002 році закінчив денне відділення Одеської національної юридичної академії і отримав кваліфікацію магістр права.
За припущенням фундації DEJURE, імовірно працював водієм в родині Андана Ківана — власника Kadorr Group.
У 2002 — 2008 роках обіймав посаду помічника і старшого помічника прокурора Київського району м. Одеси.
З грудня 2008 року по квітень 2011 року працював на посаді судді Суворовського районного суду м. Одеси.
2011 року став головою Київського суду м. Одеси. За даними фундації DEJURE, був призначений головою лише через 17 днів, і за сприяння Сергія Ківалова.
У 2014 Громадський люстраційний комітет на чолі з Єгором Соболєвим намагався люструвати суддю, але у них цього так і не вийшло.

## Оцінки і критика

### Безперервні строки на посаді
Починаючи з 2011 року обіймав посаду голови Київського районного суду м. Одеси, обирався на неї шість разів. За оцінкою активістів, це є порушенням закону про обрання на адміністративну посаду «не більше двох строків поспіль» (ст. 20 Закону України «Про судоустрій і статус суддів»).

### Нерухомість
Чванкін зазначав, що походить з родини робітників, а його тесть та теща — пенсіонери, які мають мінімальний дохід. За цих умов його теща змогла придбати будинок в Одесі від Kadorr Group, площею понад 300 м² за начебто понад 60 тисяч доларів. Сам будинок, у якому на 2024 рік проживав Чванкін, коштував близько 500 тисяч доларів.
Теща Чванкіна також придбала будинок та 2 ділянки у Вінницькій області, 2 елітні квартири в Києві та будинок в Одеській області. Тесть судді придбав два дороговартісні автомобілі та нежитлове приміщення площею понад 90 м² в Одесі.
10 березня 2023 компанія дружини придбала квартиру в Маямі ціною 310 тис. доларів. Сам суддя заявив, що квартиру взяли на виплат.

## Сім'я
Одружений з Неллі Голубєвою, племіннецею Сергія Ківалова. Одружилися у вересні 2000.